# Мамаджанов, Муминжан Мамаджанович
Муминжан (Мумин) Мамаджанович Мамаджанов (тадж. Муминжан Мамаджанович Мамаджанов; 17 июня 1950, Канибадам, Ленинабадская область, Таджикская ССР — 24 февраля 2017, Москва, Россия) — советский и таджикский военачальник, генерал-лейтенант. Министр обороны Республики Таджикистан (1992—1993).

## Биография
В 1972 году окончил Ташкентское высшее танковое командное училище, в 1980 году — Военную академию бронетанковых войск имени Маршала Советского Союза Р. Я. Малиновского, в 1987 году — Высшие курсы Военной академии Генерального штаба Вооружённых сил СССР.
- В 1972—1974 годах — командир танкового взвода 19 укреплённого района Забайкальского военного округа,
- В 1972—1977 годах — командир танковой роты огнемётных танков 19 укреплённого района Забайкальского военного округа,
- В 1980—1981 годах — начальник отдела разведуправления Одесского военного округа,
- В 1981—1982 годах — командир разведывательного батальона мотострелковой дивизии Одесского военного округа,
- В 1982—1983 годах — начальник штаба мотострелковой бригады в составе Ограниченного контингента советских войск в Афганистане,
- В 1983—1984 годах — начальник штаба 101-го мотострелкового полка Туркестанского военного округа Демократической Республики Афганистан,

начальник штаба 101 мотострелкового полка,
- август-декабрь 1985 г. — начальник кафедры тактики Ташкентского высшего общевойскового училища имени В. И. Ленина,
- В 1985—1986 годах — военный комиссар Хорезмской области Узбекской ССР,
- В 1987—1988 годах — командир соединения Туркестанского военного округа,
- В 1988—1990 годах — военный комиссар Таджикской ССР,
- В 1990—1992 годах — военный комиссар Республики Таджикистан[1].

В 1992—1993 годах — председатель Комитета Обороны Республики Таджикистан, министр обороны Республики Таджикистан, Секретарь Совета Безопасности Республики Таджикистан.
- В 1994—1997 годах — командующий объединённой группировки правительственных войск Республики Таджикистан,
- В 1999—2000 годах — представитель МЧС Республики Таджикистан в МЧС Российской Федерации,
- В 2001—2003 годах — старший преподаватель Академии Генерального штаба Российской Федерации,
- В 2000—2005 годах — заместитель генерального директора по безопасности — директор сменной базы Министерства сельского хозяйства Российской Федерации,
- В 2005—2008 годах — заместитель генерального директора ООО ПФК «Аграрный инвестиционный Фонд» (ООО ПФК «АИФ») по международным делам.

Избирался членом Бюро ЦК Компартии Таджикистана. В 1990—1994 годах избирался народным депутатом Республики Таджикистан.

## Семья
Женат, воспитал дочь и двоих сыновей.

## Награды и звания
Награждён орденами Красного Знамени, двумя орденами Красной Звезды, орденом За службу Родине в Вооружённых силах СССР I, II, III степени, медалью «За боевые заслуги», а также 20 медалями СССР и другими наградами зарубежных государств.